# Quartzsite
Quartzsite es un pueblo ubicado en el condado de La Paz en el estado estadounidense de Arizona. En el Censo de 2010 tenía una población de 3677 habitantes y una densidad poblacional de 38,67 personas por km².

## Geografía
Quartzsite se encuentra ubicado en las coordenadas 33°40′1″N 114°13′3″O / 33.66694, -114.21750. Según la Oficina del Censo de los Estados Unidos, Quartzsite tiene una superficie total de 95.1 km², de la cual 95.1 km² corresponden a tierra firme y (0%) 0 km² es agua.

## Demografía
Según el censo de 2010, había 3.677 personas residiendo en Quartzsite. La densidad de población era de 38,67 hab./km². De los 3.677 habitantes, Quartzsite estaba compuesto por el 92.55% blancos, el 0.3% eran afroamericanos, el 1.93% eran amerindios, el 0.27% eran asiáticos, el 0% eran isleños del Pacífico, el 2.94% eran de otras razas y el 2.01% pertenecían a dos o más razas. Del total de la población el 6.69% eran hispanos o latinos de cualquier raza.